# 立山防空壕

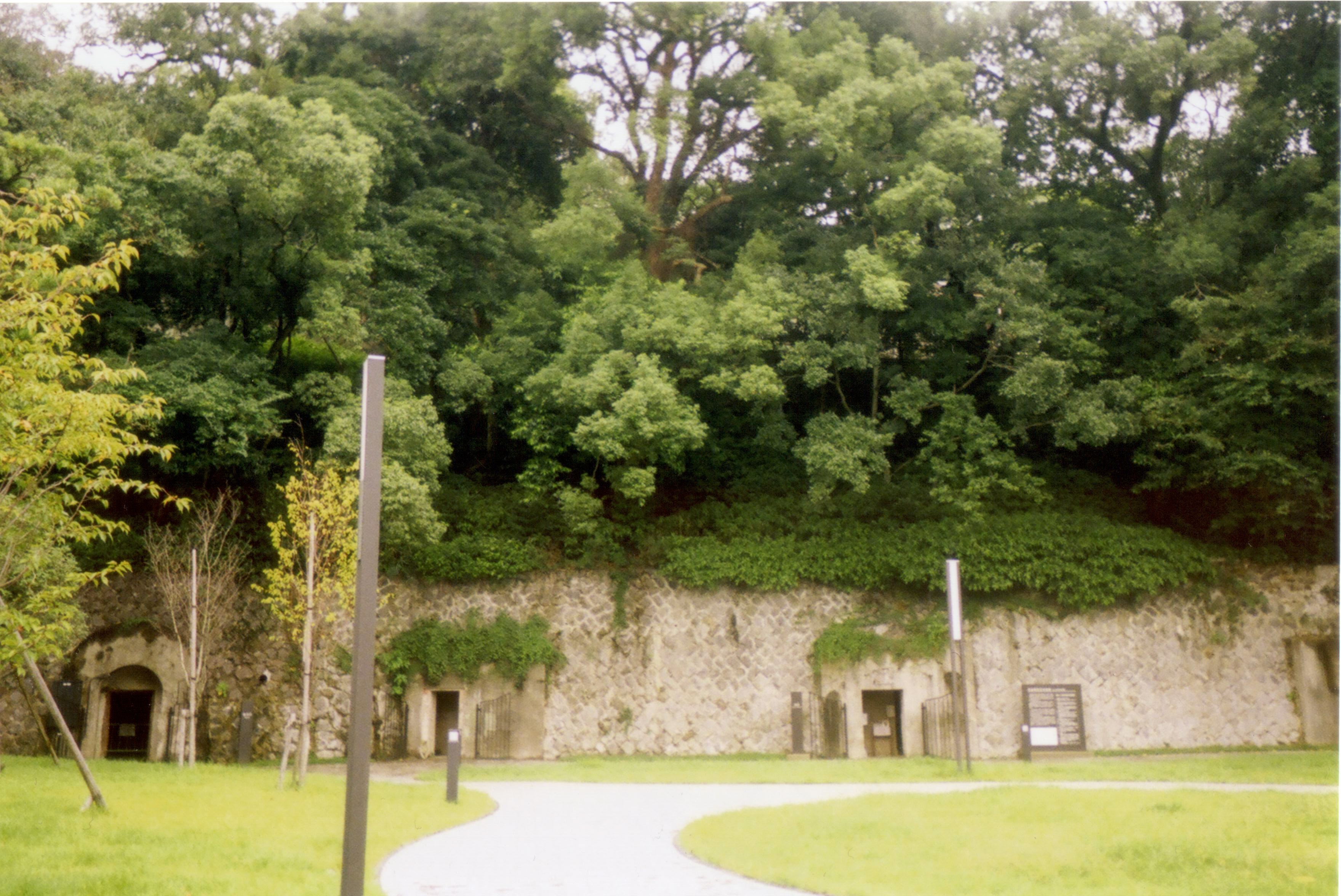
立山防空壕 入り口

立山防空壕（たてやまぼうくうごう）は、太平洋戦争時に長崎県防空本部が置かれた場所（被爆建造物）である。県知事などによる、警備、救護救援等、応急対応に関する連絡手配や指揮がここで行われた。また、ここから永野若松県知事により原爆投下の被害状況が国の中央に伝えられた。市外・県外への救援救護の応援要請も行った。
2005年（平成17年）に整備が行われ、壕内施設と通路の一部を見学することができる。また、防空本部に関する解説、壕内から見つかった品々などが展示されている。
現在、長崎原爆遺跡に指定されるよう内部調査等が進められている。

## 所在地
長崎県長崎市立山1丁目
（長崎歴史文化博物館に隣接）

## 防空壕内の施設

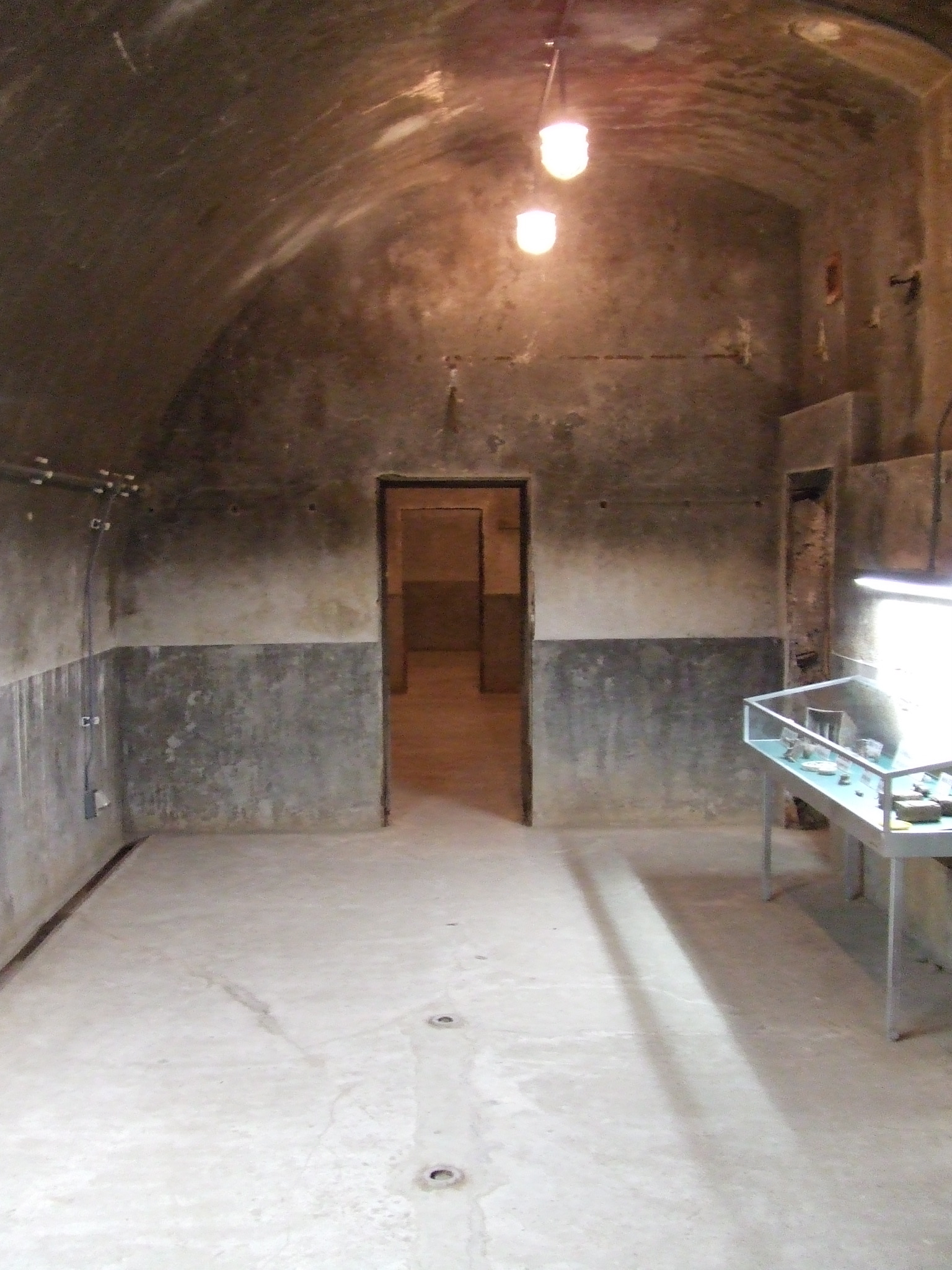
手前より主無線室、参謀室、知事室

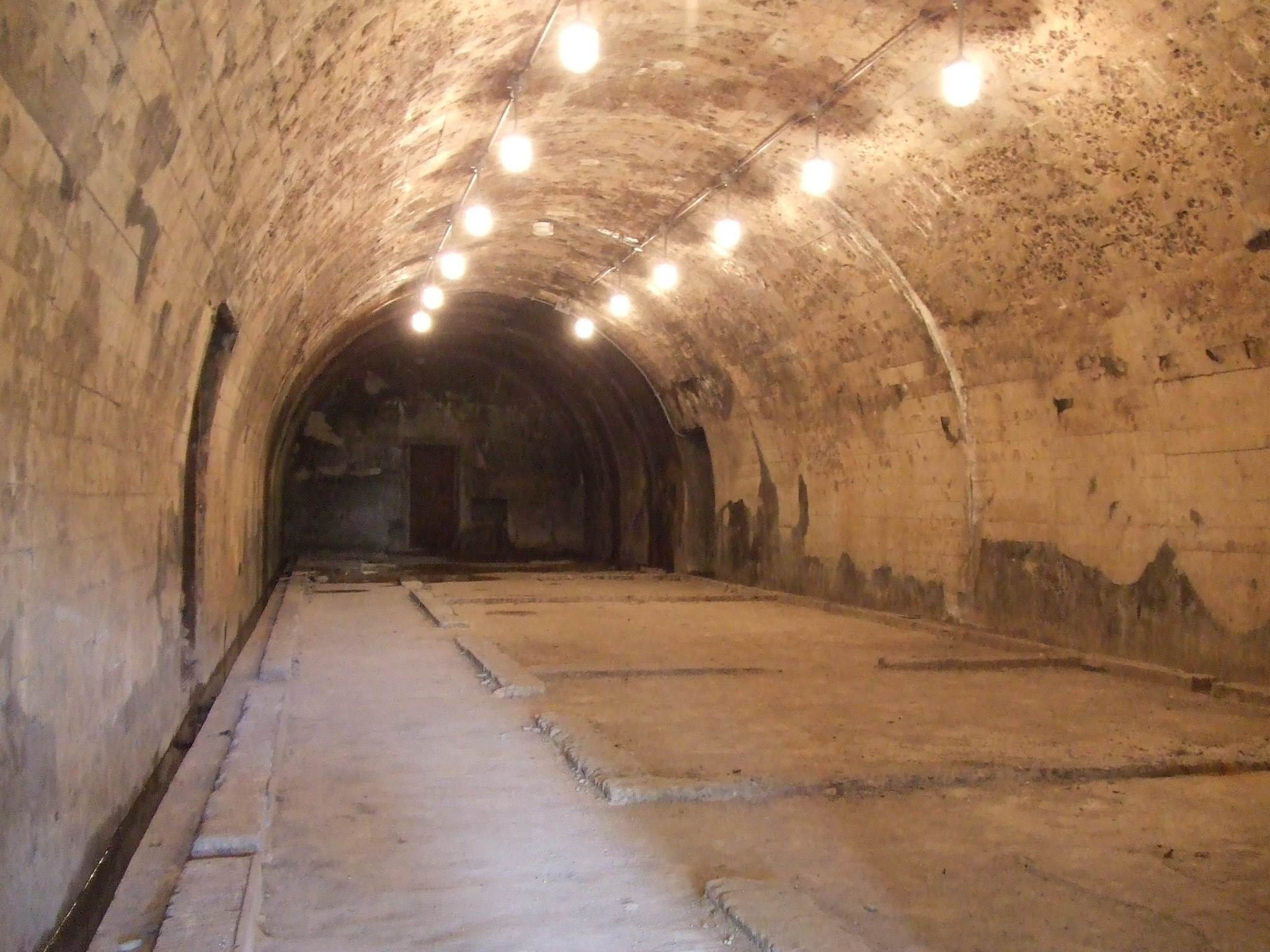
防空監視隊跡。女子挺身隊が監視業務を行っていた

- 見学可能
  - 長官室（知事室）
  - 参謀長室（警察部長室）
  - 参謀室
  - 通信室
  - 伝令室
- 手前通路から見学
  - 材料室、技師控室
  - 警電交換台
  - 防空監視隊

## 参考資料
- パンフレット『被爆建造物 長崎県防空本部跡 立山防空壕』